# 加藤康郎
加藤 康郎（かとう やすろう、1911年（明治44年） - 1998年（平成10年）3月13日）は、日本の政治家。藤島町長、栄典・称号は、従五位・勲四等・旭日小綬章・藤島町名誉町民（現・鶴岡市名誉市民）

## 略歴
- 1911年（明治44年） - 山形県東田川郡（現・庄内町）に生まれる。
- 1934年（昭和9年） - 日本体育会体操学校（日本体育大学）卒業
- 山形県立中学校教員
- 秋田鉱山専門学校助教授 就任
- 1953年（昭和28年） - 東栄村教育委員会委員当選
- 1954年（昭和29年） - 藤島町教育委員会委員当選
- 1959年（昭和34年） - 藤島町議会議員当選
- 1963年（昭和38年） - 山形県議会議員当選
- 1970年（昭和45年） - 藤島町長当選（連続5期1990年（平成2年）まで）
- 1998年（平成10年）3月13日 - 死去

## 栄典等
- 1991年（平成3年）4月29日 - 勲四等・旭日小綬章
- 1994年（平成6年） - 藤島町名誉町民顕彰
- 1998年（平成10年）3月13日 - 従五位
- 1998年（平成10年）4月7日 - 特旨を以て位記を追賜

## 参考資料
- 広報『つるおか』 2005年12月15日号
- 『官報』 1998年04月16日 本紙 2363 叙位・叙勲